# Alpheus sizou
Alpheus sizou is een garnalensoort uit de familie van de Alpheidae. De wetenschappelijke naam van de soort is voor het eerst geldig gepubliceerd in 1967 door Banner & Banner.